# Siegfried Stöckigt
Siegfried Stöckigt (* 8. Dezember 1929 in Lengenfeld; † 6. Juli 2012) war ein deutscher Pianist und Komponist.

## Leben
Stöckigt war der Sohn des Lengenfelder Textil- und Manufakturwarenhändlers Ludwig Stöckigt. Er wuchs mit einem drei Jahre älteren Bruder in seinem Geburtsort auf. Im Alter von neun Jahren erhielt Siegfried Stöckigt erste Klavierstunden.
Von 1946 bis 1959 studierte er im Fach Klavier bei Hugo Steurer an der Hochschule für Musik in Leipzig. Sein Examen legte er mit Auszeichnung ab. 1951 ging er als einziger deutscher Preisträger bei den Weltfestspielen der Jugend und Studenten in Berlin hervor. Von 1952 bis 1985 unterrichtete er an der Hochschule für Musik „Hanns Eisler“ Berlin und wurde 1968 zum Professor ernannt.
Gastspiele führten ihn in mehrere Länder Europas, nach Südamerika und Mittelamerika und nach Vorderasien. Er bekam Schallplatten-, Rundfunk- und Fernsehverpflichtungen. 
U. a. spielte Stöckigt 1970 für Amiga mit dem Gewandhausorchester Leipzig unter Vaclav Neumann Werke von Liszt ein. Außer der Interpretation klassischer Musik betätigte sich Stöckigt auch auf dem Gebiet der gehobenen Unterhaltungsmusik und des Jazz. Hierbei trat er auch unter dem Namen Rainer Carell auf.
Neben seiner pianistischen und pädagogischen Tätigkeit trat Stöckigt auch als Komponist in Erscheinung (Kammermusik, Konzertmusik).
Er war mit der Rundfunksprecherin Annemarie Forkel-Stöckigt (1930–2016) verheiratet und lebte zuletzt in Königs Wusterhausen. Sein Sohn Michael Stöckigt ist ebenfalls Pianist.

## Auszeichnungen
- 1959: Medaille beim Internationalen Musikwettbewerb in Genf
- 1966: Kunstpreis der DDR
- 1974: Ehrennadel des Verbandes der Komponisten und Musikwissenschaftler
- Oktober 1974: Nationalpreis der DDR

## Werke (unter dem Namen Rainer Carell)
- Moderne Rhythmen, Heft 1, Leipzig: Harth 1961
- Moderne Rhythmen, Heft 2, Leipzig: Harth 1961 – 6. Aufl. 1979
- Moderne Rhythmen, Jazzstudien III, Leipzig: Harth 1965
- Das moderne rhythmische Klavierspiel. Ein Weg zum Jazz. Studien – Stilistik – Improvisation, Leipzig: Harth 1967 – 7. Aufl. 1987